# 봉황자리 왜소은하
봉황자리 왜소은하(영어: Phoenix Dwarf)는 봉황자리에 있는 왜소 은하이다.